# Прокопій (Титов)
Прокопій (у миру — Титов Петро Семенович; (06.01.1878(25.12.1877) — 23 листопада 1937, Турткуль) — архієпископ Херсонський і Миколаївський. Син священика. Закінчив Казанську духовну академію (1901) зі ступенем кандидата богослов'я. 1901 прийняв чернецтво.
Із 1906 викладав Святе Письмо в Іркутській духовній семінарії. Із 1909 — помічник начальника училища пастирства в Житомирі в сані архімандрита. 30 серпня 1914 відбулася хіротонія на єпископа Єлизаветградського, вікарія Херсонської єпархії. На Соборі 1917—18 призначений намісником Олександро-Невської лаври (до 26 січня 1918). Із 1919 — єпископ Миколаївський, вікарій Одеської єпархії. Із 1921 — єпископ, із 1925 — архієпископ Одеський і Херсонський.
Ув'язнений 27 листопада 1925 разом із місцеблюстителем патріаршого престолу митрополитом Коломенським і Крутицьким Петром (Полянським). Перебував на Соловках. Після звільнення старшого єпископа серед соловецьких архієреїв архієпископа Євгенія (Зернова) обраний старшим єпископом, узяв участь у прийнятті «Пам'ятної записки Соловецьких єпископів» від 9 червня (27 травня) 1926. Підтримав Декларацію митрополита Сергія 1927. У листопаді 1928 відправлений на заслання в Тобольську область. 
30 липня 1931 р. архп. Прокопій був заарештований знову і засланий до Казахстану на 3 роки. По закінченні терміну заслання він жив у Томську в своєї матері, але клімат йому не підійшов, і він вибрав місцем поселення Камишин, куди прибув 16 вересня 1934 року.
Наприкінці жовтня 1934 року архієпископ був арештований. 17 березня 1935 року архієпископа Прокопія Особлива Нарада при НКВС СРСР засудила і вислала в Каракалпакію терміном на п'ять років. Оселився у місті Турткуль. 
У кінці серпня Прокопія у черговий раз заарештовано. 28 жовтня 1937 року трійка при НКВС ухвалила: архієпископа Прокопія (Титова) «розстріляти, особисто йому приналежне майно конфіскувати». Розстріляно 23 листопада 1937 року.